# カトリック長与教会
カトリック長与教会（カトリックながよきょうかい）は、長崎県西彼杵郡長与町にある、キリスト教（カトリック）の聖堂。
JR長与駅の南口の近くに立地する。
1階が司祭館、2階が聖堂となっている。

## 沿革[1]
- 1986年1月19日献堂。里脇枢機卿によって祝別。当初は時津小教区の巡回教会だった。
- 1992年4月12日、小教区として独立。